# Auguste Nélaton
Auguste Nélaton (Parigi, 17 giugno 1807 – Parigi, 21 settembre 1873) è stato un chirurgo francese.
Iniziò i suoi studi in medicina nel 1828, laureandosi nel 1836 con una tesi sulla tubercolosi ossea. Tre anni più tardi, fu nominato professore presso l'ospedale Saint Louis con una specializzazione in tumori al seno. Dal 1851 al 1867 fu professore ordinario all'università di Parigi (dove fu docente di Jules-Émile Péan), incarico che ha abbandonò per diventare il chirurgo personale di Napoleone III. Fu eletto membro della Accademia delle Scienze nel 1867 e fu nominato "senatore imperiale" nel 1868 (anno in cui operò invano Gioacchino Rossini).
Nelaton fu un precursore della chirurgia plastica. Egli fu il primo a proporre la legatura delle arterie per interrompere le ferite sanguinanti. È stato anche l'inventore di una sonda rivestita di porcellana per individuare i proiettili di armi da fuoco nelle lesioni (sonda di Nélaton). Ha un posto di rilievo nel campo della chirurgia pelvica e addominale. La manovra di Nélaton per ridurre le lussazioni della mascelle anteriori inferiori porta il suo nome.
Morì a Parigi nel 1873 e venne tumulato presso il cimitero di Père-Lachaise.

## L'incontro con Giuseppe Garibaldi

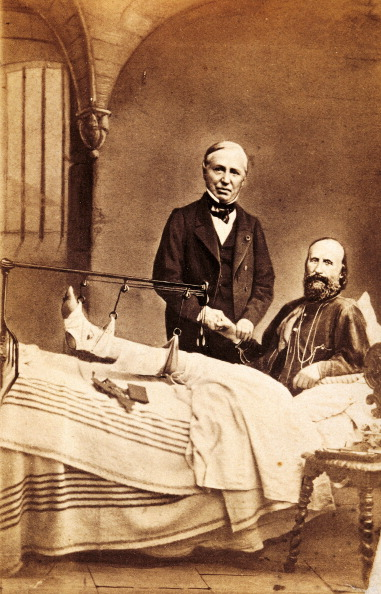
Auguste Nélaton e Giuseppe Garibaldi nel 1862

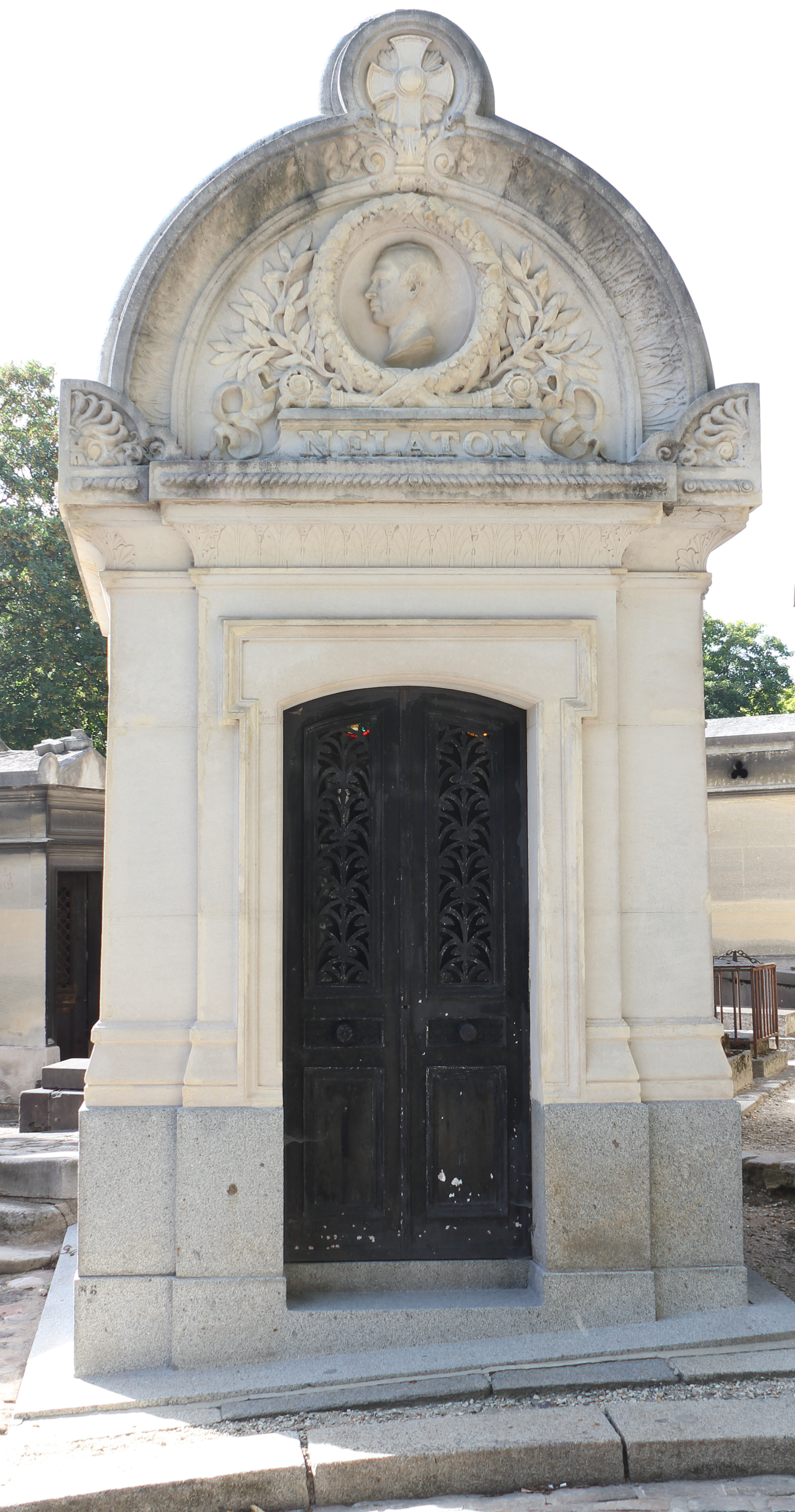
Tomba di Auguste Nélaton (1807-1873) presso il cimitero di Père-Lachaise

La fama di Nélaton è illustrata dal seguente aneddoto: Giuseppe Garibaldi fu colpito al piede sull'Aspromonte il 29 agosto 1862 da un proiettile, che i medici ritenevano fosse uscito dalla gamba. Tuttavia, poiché la guarigione ritardava, i medici, che temevano di ricorrere all'amputazione, interpellarono Nélaton, il quale visitò Garibaldi il successivo 28 ottobre. Egli diagnosticò la presenza del proiettile e fornì un nuovo ed innovativo metodo per estrarlo senza difficoltà. Per convincere i suoi interlocutori, commissionò la costruzione di uno speciale strumento di porcellana per confermare la presenza di un oggetto duro contenente piombo all'interno della ferita. La palla fu poi finalmente estratta dalla ferita il 23 novembre, dal dottor Ferdinando Zannetti. Nélaton raccontò l'episodio in una lettera agli ospedali pubblicata sulla Gazette des hôpitaux.